# Râul Pleșu, Siret
Râul Pleșu este un curs de apă, afluent al râului Siret. Râul izvorăște din zona Dealului Pleșuța

## Hărți
- Harta Județului Botoșani
- Ovidiu Gabor - Economic Mechanism in Water Management  Arhivat în 5 martie 2009, la Wayback Machine.